# Ismoil Somoni
Vrh Ismoil Somoni (tadžiško Қуллаи Исмоили Сомонӣ, latinizirano: Qulla-i Ismō‘il-i Sōmōnî/Qullaji Ismojili Somonī; rusko Пик Исмои́ла Сомони́, latinizirano: Pik Ismoíla Somoní) je najvišja gora v Tadžikistanu, kot tudi nekdanjem Ruskem imperiju in Sovjetski zvezi pred neodvisnostjo Tadžikistana. Gora je dobila ime po Ismailu Samaniju, vladarju Samanidske rodbine. Gora je v pogorju Pamir.

## Ime
Ko je bil leta 1928 prvič ugotovljen obstoj vrha v sovjetskem gorovju Pamir, ki je višji od Pik Lenina (sodobni vrh Ibn Sina), je bila gora pogojno identificirana z gora Garmo. Vendar pa je kot rezultat dela nadaljnjih sovjetskih ekspedicij do leta 1932 postalo jasno, da nista ista, in leta 1933 je bil novi vrh na območju Akademije znanosti poimenovan Pik Stalin (rusko Пик Ста́лина, latinizirano: Pik Stálina) po Josifu Stalinu. Leta 1962, kot del Hruščovovega vsedržavnega procesa destalinizacije, je bilo ime spremenjeno v Pik komunizma (tadžiško Пики Коммунизм, latinizirano: Piki Komunizm, rusko Пик Коммуни́зма, latinizirano: Pik Kommunízma), ime, po katerem je še vedno splošno znan. Ime Pik Komunizma je bilo uradno opuščeno leta 1998 v korist sedanjega imena, v spomin na samanidskega emirja Ismaila Samanija iz 9. do 10. stoletja.

## Zgodovina
Do konca 1880-ih je ruska ekspedicija, ki jo je vodil V. F. Ošanin, izvedla raziskavo, ki je poimenovala različne regije na tem območju. V svojem dnevniku je zapisal: »Verjamem, da je vzhodni vrh visok do 7.600 metrov«. Osrednji Pamir so še naprej obiskovale odprave Kosineka, Korženevskega, Lipskega, Novitskega, Mušketova in drugih, vendar jim ni uspelo doseči dosega Akademije znanosti.
Leta 1913 je osrednji del Pamirja raziskala odprava, ki jo je vodil nemški gorski raziskovalec in plezalec Willi Rickmer Rickmers. Ekspedicija je prodrla v zgornji tok reke Obihingou, kjer so videli 6650 m visok vrh. Dobil je ime vrh Garmo, po imenu Tadžikov iz Pašimgarja. Naslednje odprave na območje so potekale v sovjetskih časih.
Leta 1928 je začela delovati dolgoročna tadžikistansko-pamirska odprava Akademije znanosti ZSSR, ki se je začela s sovjetsko-nemško odpravo s sodelovanjem Willija Rickmersa. Kot rezultat topografske raziskave je bilo ugotovljeno, da eden od vrhov, ki je viden zahodno od Fedčenkovega ledenika, doseže višino 7495 m. Po primerjavi rezultatov raziskave s shematskim zemljevidom, ki ga je leta 1925 sestavil Korženevski, in z drugimi podatki so člani ekspedicije Akademije znanosti odločili, da je ta vrh Garmo, ki ga je kartirala nemška ekspedicija leta 1913. Vendar je to vodilo do skrivnosti Garma, saj je prišlo do neskladja med višinama: 6650 m in 7495 m. To je bilo rešeno šele med odpravami 1931 in 1932, ko sta dve skupini plezalcev in topografov (pod vodstvom Gorbunova in Krilenka) prodrli na območje z vzhoda in z zahoda. Vrh 6650 m je bil ugotovljen kot pravi Garmo, neimenovani vrh 7495 m pa je bil dokončno odkrit in kartiran ter so ga poimenovali Pik Stalina v čast Stalinovega prihajajočega 55. rojstnega dne.
Prvi vzpon (na takratni Pik Stalina) je opravil 3. septembra 1933 sovjetski alpinist Jevgenij Abalakov med tadžiško-pamirsko odpravo leta 1933.
Prva ženska, ki se je povzpela na vrh, je bila Ljudmila Agranovska leta 1969.
Prvi zimski vzpon je februarja 1986 opravilo 24 plezalcev (7 iz Uzbekistana in 17 iz preostale ZSSR).